# 조원동 (서울)
조원동(棗園洞)은 서울특별시 관악구의 행정동이다. 동명은 이곳에 대추나무가 많았다는 데에서 유래하였다.

## 연혁
- 조선시대 : 경기도 시흥군 동면 난곡리(蘭谷里)
- 1914년 4월 1일 : 경기도 시흥군 동면 신림리
- 1963년 1월 1일 : 서울특별시 영등포구 신림동
- 1970년 5월 18일 : 서울특별시 영등포구 신림3동
- 1973년 7월 1일 : 서울특별시 관악구 신림3동
- 1975년 10월 1일 : 신림4동이 신림3동에서 분동[2]
- 1978년 10월 10일 : 신림8동이 신림4동에서 분동[3]
- 2008년 9월 1일 : 신림8동을 조원동으로 개칭

## 법정동
- 신림동

## 교육
- 서울조원초등학교

## 교통
- ● 서울 지하철 2호선 신림역, 신대방역, 구로디지털단지역